# Woodford County (Illinois)
Das Woodford County ist ein County im US-amerikanischen Bundesstaat Illinois. Im Jahr 2010 hatte das County 38.664 Einwohner und eine Bevölkerungsdichte von 28,3 Einwohnern pro Quadratkilometer. Der Verwaltungssitz (County Seat) ist Eureka.

## Geografie
Das County liegt im mittleren Norden von Illinois am linken Ufer des Illinois River, einem linken Nebenfluss des Mississippi. Es hat eine Fläche von 1406 Quadratkilometern, wovon 38 Quadratkilometer Wasserfläche sind. An das Woodford County grenzen folgende Nachbarcountys:
|                 | Marshall County | LaSalle County    |
| Peoria County   |                 | Livingston County |
| Tazewell County |                 | McLean County     |

## Geschichte
Das Woodford County wurde am 27. Februar 1841 aus Teilen des McLean County und des Tazewell County gebildet. Benannt wurde es nach dem Woodford County in Kentucky. Von 1841 bis 1843 war Versailles Sitz der County-Verwaltung, danach, bis 1894 war dies Metamora, gefolgt von Eureka.

## Demografische Daten
Nach der Volkszählung im Jahr 2010 lebten im Woodford County 38.664 Menschen in 14.083 Haushalten. Die Bevölkerungsdichte betrug 28,3 Einwohner pro Quadratkilometer. In den 14.083 Haushalten lebten statistisch je 2,66 Personen.
Ethnisch betrachtet setzte sich die Bevölkerung zusammen aus 97,4 Prozent Weißen, 0,7 Prozent Afroamerikanern, 0,2 Prozent amerikanischen Ureinwohnern, 0,8 Prozent Asiaten sowie aus anderen ethnischen Gruppen; 1,0 Prozent stammten von zwei oder mehr Ethnien ab. Unabhängig von der ethnischen Zugehörigkeit waren 1,5 Prozent der Bevölkerung spanischer oder lateinamerikanischer Abstammung.
25,4 Prozent der Bevölkerung waren unter 18 Jahre alt, 59,7 Prozent waren zwischen 18 und 64 und 14,9 Prozent waren 65 Jahre oder älter. 50,6 Prozent der Bevölkerung war weiblich.

Das jährliche Durchschnittseinkommen eines Haushalts lag bei 66.198 USD. Das Pro-Kopf-Einkommen betrug 29.886 USD. 7,2 Prozent der Einwohner lebten unterhalb der Armutsgrenze.

## Ortschaften im Woodford County
Citys
- El Paso1
- Eureka
- Minonk

Villages
| - Bay View Gardens - Benson - Congerville - Deer Creek3 - Germantown Hills | - Goodfield4 - Kappa - Metamora - Panola - Roanoke | - Secor - Spring Bay - Washburn2 |

Unincorporated Communities
- Lowpoint
- Oak Ridge
- Spires
- Woodford

1 – teilweise im McLean County

2 – teilweise im Marshall County

3 – überwiegend im Tazewell County

4 – teilweise im Tazewell County

## Gliederung
Das Woodford County ist in 17 Townships eingeteilt:
| Township           | Einwohner (2010) | FIPS     |
| ------------------ | ---------------- | -------- |
| Cazenovia Township | 1768             | 17-11878 |
| Clayton Township   | 697              | 17-14793 |
| Cruger Township    | 1687             | 17-17861 |
| El Paso Township   | 3459             | 17-23750 |
| Greene Township    | 483              | 17-31355 |
| Kansas Township    | 433              | 17-39012 |
| Linn Township      | 287              | 17-43835 |
| Metamora Township  | 4357             | 17-48619 |
| Minonk Township    | 2292             | 17-49581 |

| Township            | Einwohner (2010) | FIPS     |
| ------------------- | ---------------- | -------- |
| Montgomery Township | 2339             | 17-50231 |
| Olio Township       | 4931             | 17-55821 |
| Palestine Township  | 1043             | 17-57290 |
| Panola Township     | 353              | 17-57537 |
| Partridge Township  | 593              | 17-58018 |
| Roanoke Township    | 2558             | 17-64603 |
| Spring Bay Township | 2643             | 17-71611 |
| Worth Township      | 8741             | 17-83544 |
|                     |                  |          |